# Zigenarflickan
Zigenarflickan (originaltitel: The Bohemian Girl) är en amerikansk komedifilm med Helan och Halvan från 1936 regisserad av James W. Horne.

## Handling
Helan och Halvan lever som romer i ett romskt läger utanför greve Arnheims hem. Helan lever i ett dysfunktionellt förhållande med sin fru, som en dag lämnar honom för en man kallad Devilshoof. Helan och Halvan får ta hand om en flicka som senare visar sig vara grevens dotter Arline.

## Om filmen
När filmen hade Sverigepremiär den 2 november 1936 på biografen Skandia i Stockholm gick den under titeln Zigenarflickan. En alternativ titel till filmen är Zigenarliv.
Filmen är baserad på operetten The Bohemian Girl av Michael William Balfe från 1843.
Detta var Thelma Todds sista film innan hon avled under mystiska omständigheter. Det spreds rykten om att hon blivit mördad. Till följd av detta valde Hal Roach och Stan Laurel att klippa bort de flesta scener med henne. Ursprungligen spelade Todd zigenardrottningen. I den färdiga filmen ersattes hon av Zeffie Tilbury, och Todd fick istället presenteras som zigenardrottningens dotter.
Runt 1990-talet gjordes en dator-kolorerad version av filmen. Denna version hade klippt bort samtliga scener med Thelma Todd, och mycket av Felix Knights sång.
Filmen förbjöds i Nazityskland på grund av sin positiva skildring av romer, men fick däremot visas i Österrike.
Filmen har visats några gånger i svensk TV, bland annat den 23 februari 1971 i TV2 och den 23 maj 1993 i TV4.

## Rollista (i urval)
- Stan Laurel – Stan (Halvan)
- Oliver Hardy – Ollie (Helan)
- Darla Hood – Arline som barn
- Julie Bishop – Arline som vuxen (krediterad som Jacqueline Wells)
- Rosina Lawrence – Julie Bishops sångröst
- Antonio Moreno – Devilshoof
- Mae Busch – mrs. Hardy
- William P. Carleton – greve Arnheim
- James Finlayson – kapten Finn
- Harry Bernard – stadsutropare
- James C. Morton – konstapel
- Sam Lufkin – butiksägare, vakt, ficktjuvsoffer
- Zeffie Tilbury – zigenardrottningen
- Thelma Todd – zigenardrottningens dotter
- Bobby Dunn – bartender
- Howard C. Hickman – förnäm kapten
- Andrea Leeds – piga
- Felix Knight – sångare
- Margaret Mann – greve Arnheims mamma
- Edward Earle – vakt
- Jack Hill – soldat
- Paulette Goddard – romsk kvinna
- Charlie Hall – romsk man (endast röst)[2]